# Nghĩa Lâm, Ninh Bình
	Nghĩa Lâm		là một xã thuộc tỉnh Ninh Bình, Việt Nam. Trụ sở xã nằm cách phường Hoa Lư - trung tâm tỉnh lỵ Ninh Bình 37 km về phía Đông Nam.		
Theo Nghị quyết số 1674/NQ-UBTVQH15 ngày 16/6/2025 về sắp xếp các đơn vị hành chính cấp xã của tỉnh Ninh Bình năm 2025, 	sắp xếp các xã Nghĩa Hùng, Nghĩa Hải và Nghĩa Lâm thành xã mới có tên gọi là xã Nghĩa Lâm.	
Xã Nghĩa Lâm	có diện tích:	28,1	km², 	dân số:	30.959	người, mật độ dân số: 	1102	người/km². 	
Đây là đơn vị có diện tích xếp thứ:	54	, số dân xếp thứ: 	66	và mật độ dân số xếp thứ: 	72	trong số 129 xã, phường ở Ninh Bình.
Xã Nghĩa Lâm là nơi có sông Đáy chảy qua

## Địa giới hành chính
Xã Nghĩa Lâm nằm ở phía nam huyện Nghĩa Hưng.
- Phía bắc giáp xã Nghĩa Hùng, thị trấn Quỹ Nhất và xã Nghĩa Thành, huyện Nghĩa Hưng.
- Phía đông giáp xã Nghĩa Thành, huyện Nghĩa Hưng.
- Phía nam giáp xã Nghĩa Lợi và thị trấn Rạng Đông, huyện Nghĩa Hưng.
- Phía tây giáp các xã Nghĩa Hải và Nghĩa Hùng, huyện Nghĩa Hưng.